# Aliaksandr Parkhomenka
Aliaksandr Parkhomenka (né le 22 mars 1981) est un athlète biélorusse, spécialiste du décathlon.

## Biographie
Avec 8 101 points, il a remporté la Coupe d'Europe des nations des épreuves combinées à Tallinn le 8 juillet 2007.
- 17e aux Jeux olympiques de Pékin, avec 7 838 points ;
- 14e aux Championnats du monde d'Osaka, avec 7 984 points ;
- 6e aux Championnats d'Europe de Göteborg avec 8 136 points ;
- 1er à l'Universiade à Izmir avec 8 051 points (2006).